# Letni Puchar Świata w narciarstwie alpejskim 2013
Sezon 2013 Letniego Pucharu Świata w narciarstwie alpejskim rozpoczął się 5 lipca 2013 we czeskim Predklasteri. Ostatnie zawody z tego cyklu zostały rozegrane w dniach 23–24 sierpnia 2013 w szwajcarskim Marbachegg.

## Letni Puchar Świata w narciarstwie alpejskim kobiet
Kobiety rywalizować będą w następujących konkurencjach:
- slalom
- gigant
- supergigant
- superkombinacja

## Letni Puchar Świata w narciarstwie alpejskim mężczyzn
Mężczyźni będą rywalizować w następujących konkurencjach:
- slalom
- gigant
- supergigant
- superkombinacja